# Mazzano Romano
Mazzano Romano – miejscowość i gmina we Włoszech, w regionie Lacjum, w prowincji Rzym.
Według danych na rok 2004 gminę zamieszkiwało 2521 osób, 90 os./km².